# Бредлі Карнелл
Бредлі Ніл Карнелл (англ. Bradley Neil Carnell, нар. 21 січня 1977, Йоганнесбург, ПАР) — південноафриканський футболіст, що грав на позиції захисника.
Виступав за національну збірну ПАР.

## Клубна кар'єра
У дорослому футболі дебютував 1997 року виступами за команду клубу «Кайзер Чіфс», в якій провів один сезон, взявши участь у 13 матчах чемпіонату.
Своєю грою за цю команду привернув увагу представників тренерського штабу клубу «Штутгарт», до складу якого приєднався 1998 року. Відіграв за штутгартський клуб наступні п'ять сезонів своєї ігрової кар'єри.
Згодом з 2003 по 2010 рік грав у складі команд клубів «Боруссія» (Менхенгладбах), «Карлсруе СК» та «Ганза».
Завершив ігрову кар'єру у клубі «Суперспорт Юнайтед», за команду якого виступав протягом 2010—2011 років.

## Виступи за збірну
1997 року дебютував в офіційних матчах у складі національної збірної ПАР. Протягом кар'єри у національній команді, яка тривала 15 років, провів у формі головної команди країни 42 матчі.
У складі збірної був учасником Кубка африканських націй 2002 року в Малі, чемпіонату світу 2002 року в Японії та Південній Кореї.